# Dragomán György
Dragomán György (Marosvásárhely, 1973. szeptember 10. –) József Attila-díjas magyar író, műfordító. 2022. januártól a Berlini Művészeti Akadémia (Akademie der Künste) tagja.

## Életpályája
Az erdélyi örmény Dragomán család leszármazottja. Családjával 1988-ban települt át Magyarországra. Apai nagyapja Dragomán Pál muzeológus, és édesapja, Pál is hivatásos vagy amatőr író. A szombathelyi Nagy Lajos Gimnáziumban érettségizett 1992-ben. Az ELTE bölcsészkarán folytatta tanulmányait angol-filozófia szakon 1992–1998 között. Az Eötvös József Collegium és a Láthatatlan Collegium diákja volt. Diplomát végül angol szakon szerzett, majd folytatta tanulmányait hároméves PhD képzésen, mialatt a Pusztítás könyve című regényét írta. Ezt követte A fehér király, amelyet több mint harminc nyelvre fordítottak le. Írói stílusára jellemző a hosszú, sokszorosan összetett, oldalakon át hömpölygő mondatok használata.
Művei a Holmiban, a Mozgó Világ-ban, a Jelenkor-ban, az Élet és Irodalomban, az Alföldben, a Népszabadságban és a Kritikában jelentek meg.

## Magánélete
1995-ben feleségül vette Szabó T. Anna költőnőt, akivel szombathelyi évei alatt ismerkedett meg. Két fiuk született; Gábor (2002), Pál (2005)

## Művei
- A pusztítás könyve (regény); Balassi, Budapest, 2002
- A fehér király (regény); Magvető, Budapest, 2005
- Dragomán György–Háy János–Parti Nagy Lajos–Tóth Krisztina: Expander; Alexandra, Pécs, 2010
- Agyag (elbeszélés, 16 nyelvre lefordítva); Magyar Fordítóház, Balatonfüred, 2011 (Füredi fordítói füzetek, 10.)
- Bodor Ádám: Állomás, éjszaka. Tízkezes egy Bodor novellára (többekkel); szerk. Varga Réka; Koinónia, Kolozsvár, 2011
- Részegh Botond & Dragomán György: Erőtánc; Csíkszereda, Bookart, 2013
- Zóna. Az Élesdi Művésztelep elmúlt öt éve. Modem Modern és Kortárs Művészeti Központ, Debrecen, 2013. január 19–április 7.; szöveg Dragomán György, Hornyik Sándor; Élesdi Művésztelep Egyesület–Modem, Budapest–Debrecen, 2013
- Máglya. Regény; Magvető, Budapest, 2014
- Oroszlánkórus. Novellák; Magvető, Budapest, 2015
- A fehér király. Regény; 2. jav. kiad.; Magvető, Budapest, 2016
- Kalucsni; in: Menni vagy maradni? Mai magyar színdarabok; szerk. Szűcs Mónika; Selinunte, Budapest, 2018 (Olvasópróba)
- Rendszerújra. Szabadulástörténetek; Magvető, Budapest, 2018
- Jég; Magvető, Budapest, 2019
- Főzőskönyv. Írások főzésről és evésről; Magvető, Budapest, 2020
- Adjuk meg a módját! Írások főzésről és evésről; Magvető, Budapest, 2022
- Budapest Nagyregény. Budapest Brand Nonprofit Zrt., Bp., 2023 (társszerző)

## Műfordításai
- Irvine Welsh: Trainspotting (regény); ford. Dragomán György, Polyák Béla; Trivium, Budapest, 1998
- Irvine Welsh: Acid House (elbeszélések); ford. Dragomán György, Polyák Béla; Trivium, Budapest, 1999
- Antony Miall–David Milsted: Miért nem bírjuk az angolokat?; ford. Dragomán György; Pannonica, Budapest, 2000 (Kis nemzethatározó)
- Sahoko Kaji–Noriko Hama–Jonathan Rice: Miért nem bírjuk a japánokat?; ford. Dragomán György; Pannonica, Budapest, 2001 (Kis nemzethatározó)
- Samuel Beckett: Watt (regény); Palatinus, Budapest, 2005
- Welsh, Irvine: Trainspotting; 2. jav. kiad.; ford. Dragomán György, Polyák Béla; Konkrét Könyvek, Budapest, 2005
- Mickey Donnelly: Ikeridő; Noran, Budapest, 2006
- Attila Csáji: Time on the tilt (Billenő idő); ford. Hernádi Miklós, Dragomán György, Takács Ferenc; György Kepes Foundation–Püski, Budapest, 2009

Művei 32 nyelven jelentek meg; a The Washington Post méltatása szerint A fehér király egyszerre felkavaró és felbecsülhetetlenül értékes.

## Díjai
- Soros-ösztöndíj (2002)
- Mozgó Világ nívódíja (2002)
- Bródy Sándor-díj (2003)
- Déry Tibor-díj (2005)
- Márai Sándor-díj (2006)
- Artisjus-díj (2006)
- József Attila-díj (2007)
- Márciusi Ifjak Díj (2008)
- Román Kultúra-díj (2008)
- Mozgó Világ Nívódíj (2008)
- Litera külön dicséret (2010)
- Arany Medál díj (2014)
- Füst Milán-díj (2015)